# Gamble (Schiff)
Die  USS Gamble (Kennung: DD-123 / DM-15) war ursprünglich ein Zerstörer der Wickes-Klasse der US Marine. Der 1917/1918 bei Newport News Shipbuilding & Dry Dock Co. mit der Baunummer 221 entstandene Zerstörer befand sich seit Mitte 1922 in der Reserve und wurde 1930 zum schnellen Minenleger umgerüstet.
Als die Japaner am 7. Dezember 1941 Pearl Harbor angriffen, befand sich das Schiff im amerikanischen Flottenstützpunkt und beteiligte sich am Abwehrfeuer gegen die japanischen Trägerflugzeuge.
Ab Februar 1942 kam das Schiff im Süd-Pazifik zum Einsatz und versenkte am 29. August das japanische U-Boot I-123.
Der Minenleger blieb während des folgenden Krieges im Pazifik im Einsatz. Am 18. Februar 1945 erhielt das Schiff vor Iwo Jima zwei Bombentreffer, die den Antrieb außer Gefecht setzten. Das nach Saipan geschleppte Schiff wurde am 1. Juni 1945 außer Dienst gestellt und am 16. Juli vor Guam versenkt.

## Geschichte des Schiffes

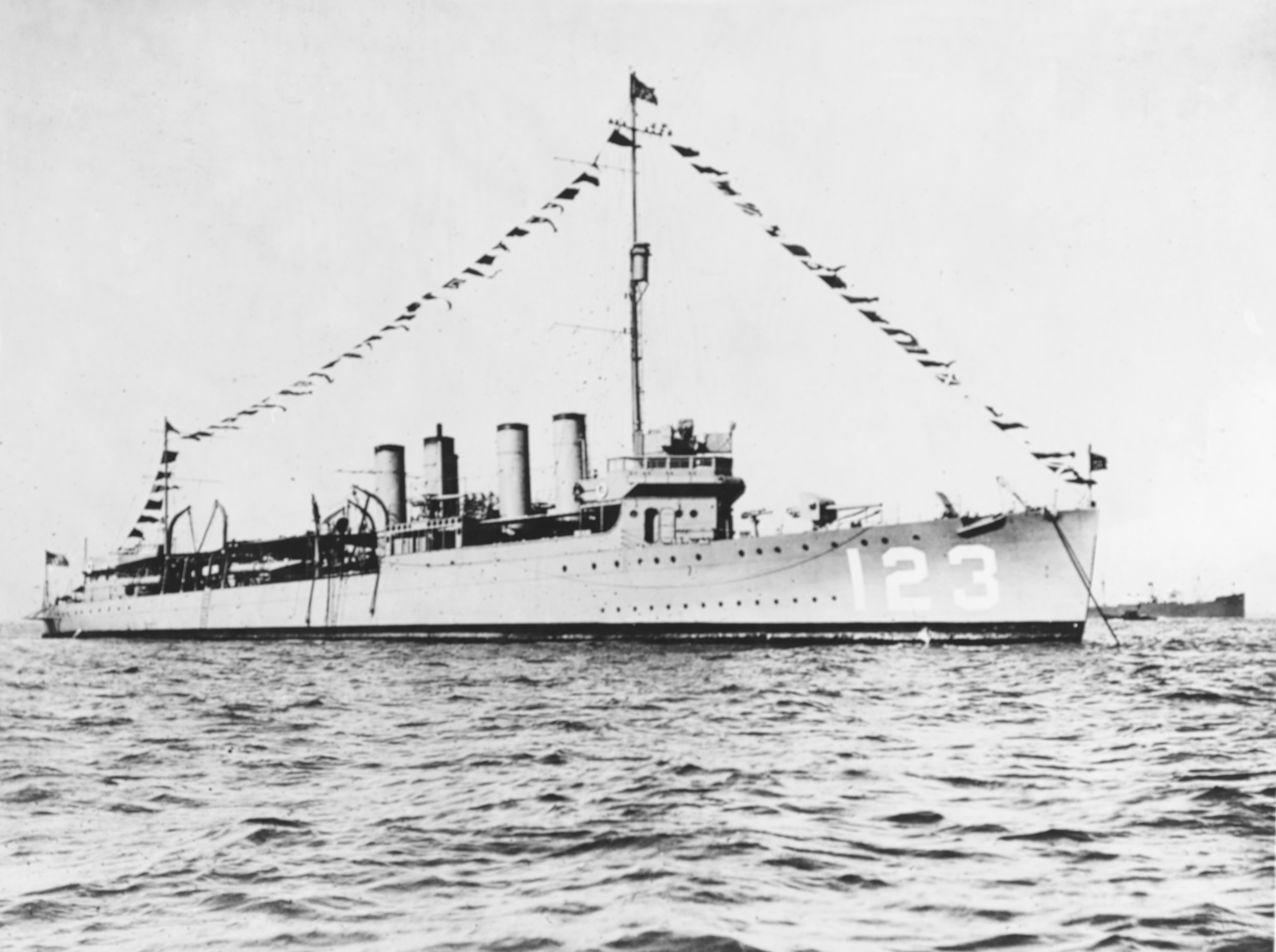
Die USS Gamble (DD-123) 1919

USS Gamble (DD-123) lief am 11. Mai 1918 bei der Newport News Shipbuilding & Dry Dock Co. in Newport News, Virginia, vom Stapel. Namensgeber des Schiffes waren Leutnant Peter Gamble (1793–1814), gefallen in der Schlacht bei Plattsburgh, und sein Bruder Oberstleutnant John Marshall Gamble (1791–1836), einziger Offizier der Marines der Kommandant eines Schiffes der US Navy wurde. Taufpatin des Schiffes war eine Verwandte des damaligen Marineministers der Vereinigten Staaten.
Die Indienststellung des Zerstörers der Wickes-Klasse erfolgte in Norfolk (Virginia) am 29. November 1918. Nach Trainingsfahrten vor Virginia nahm der neue Zerstörer an Manövern vor Kuba und der Küste Neuenglands teil.
Am 1. Mai 1919 lief die Gamble zusammen mit Wilkes und Sampson der Sampson-Klasse sowie der Cassin nach Ponta Delgada auf den Azoren aus, um den ersten Trans-Atlantik-Flug zu unterstützen. An der geplanten Flugroute wurden im Abstand von etwa 50 Seemeilen Zerstörer stationiert, um den Flugzeugen als Navigationshilfe zu dienen und dem Kommando des Fluges mitzuteilen, welches Flugzeug ihren Standort wann passiert hatte. Einige Zerstörer lieferten auch Wetterdaten. Gamble traf am 7. Mai in Ponta Delgada ein und die Curtiss-NC-Flugboote starteten am folgenden Tag in New York. Am 15. verlegte die Gamble aus Ponta Delgada zu ihrer Station No. 5 des Abschnitts von den Azoren nach Portugal. Wegen Problemen und Schäden auf der ersten Etappe setzten die Flugboote erst am 17. ihren Flug zu den Azoren von der Trepassey Bay auf Neufundland fort, von denen nur NC 4 die Azoren fliegend erreichte. Gamble verließ am 22. Mai 1919 ihre Station auf der nächsten Etappe wegen eines medizinischen Problems an Bord und musste Ponta Delgada erneut anlaufen. Die Gamble erreichte am frühen Morgen des 27. die ihr neu zugeteilte Station No. 6 und begann um 13.48 mehr Dampf auszustoßen, um die Flieger auf sich aufmerksam zu machen. Gegen 14 Uhr wurde das Flugzeug entdeckt; es überflog den Zerstörer, der seine Fahrt auf 25 kn erhöht hatte und setzte den Flug fort. Gamble wollte dem verbliebenen Flugboot möglichst lange Unterstützung geben, drehte aber bei, als sie die Meldung erhielt, das die NC-4 die nächste Station überflogen hatte. Die Maschine erreichte am Abend Lissabon und war damit das erste Flugzeug, das den Atlantik überquerte. Gamble hatte ihre Aufgabe erledigt und lief über Ponta Delgada nach Horta. Am 29. Mai verließ der Zerstörer diese Insel zusammen mit den Schwesterschiffen Ramsay, Lamberton und Hopewell zu einer Werftliegezeit beim Norfolk Navy Yard in Portsmouth (Virginia). Zusammen mit der Hopewell wurde unterwegs Saint George’s (Bermuda) angelaufen und Gamble traf dann am 6. Juni in der Werft ein.
Nach dieser ersten Überholung kam der Zerstörer am 7. August 1919 zur Pazifikflotte in San Diego. Nach einigen Einsätzen an der US-amerikanischen Pazifikküste kam der neue Zerstörer zur Reserve im Mare Island Navy Yard am 1. Dezember 1919. Ab Oktober 1920 wieder aktiviert nahm der Zerstörer an Torpedoschiessen mit Einheiten der Zerstörerflottille und der Flotte teil und führte Übungen mit Reservisten an der amerikanischen Westküste durch.
Am 17. Juni 1922 wurde die USS Gamble außer Dienst gestellt.

### Schneller Minenleger
Am 24. Mai 1930 wurde das Schiff wieder in Dienst gestellt, um zu einem Leichten Minenleger (DM-15) umgebaut zu werden. Der Umbau erfolgte auf dem Mare Island Navy Yard, wo das Schiff am 13. Juni umklassifiziert wurde. Derartige Umbauten hatte die US Navy schon 1920/21 erhalten, als je sieben Schiffe vom Fore River Shipyard in Quincy (DDs 96-102) und von den Union Iron Works in San Francisco (DDs 110-112, 171-174) als DM 1-7 bzw. DM 8-14 umgerüstet wurden. Neben der Gamble wurde auch das Schwesterschiff Ramsay zu DM-16 umgerüstet. 1931 wurden auch noch die Schwesterschiffe Montgomery und Breese entsprechend umgebaut. Dafür wurden die sechs Minenleger-Zerstörer USS Maury (DM-5), Mahan (DM-7), Haret (DM-8), Ludlow (DM-10), Burns (DM-11) und Rizal (DM-14) der ersten Serie zwischen Oktober 1930 und November 1931 ausgesondert und abgewrackt.

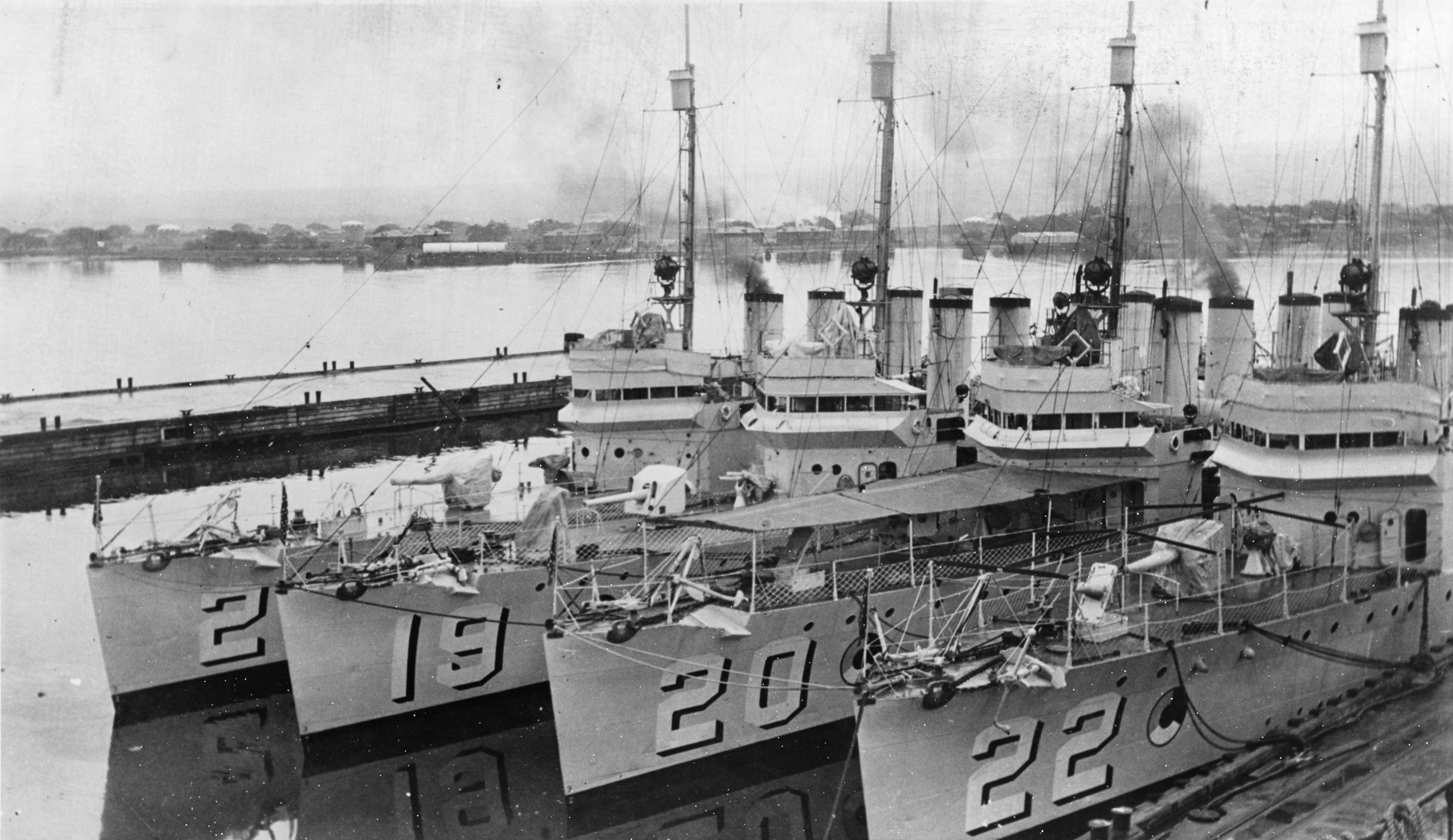
Die vier DM-Umbauten der Clemson-Klasse 1939

Im Juli 1930 wurde die umgerüstete Gamble in Pearl Harbor Flaggschiff der Mine Squadron 2. Der Minenleger diente dann in verschiedenen Funktionen und trainierte in den Gewässern um Hawaii Reservisten in den Eigenheiten des Minenkrieges, diente Seeflugzeugen als Sicherungs- und Funkbegleitschiff und nahm den jährlichen Übungen der Flotte teil.
Am 22. Dezember 1937 kam die Gamble wieder nach San Diego, um vorerst außer Dienst gestellt zu werden. Nach dem Kriegsbeginn in Europa wurde die Gamble am 25. September 1939 wieder in Dienst gestellt und der Mine Division 5 zugeteilt, die Überwachungs- und Ausbildungsaufgaben von San Francisco aus erledigte. Im April 1941 verlegte das Schiff dann wieder nach Pearl Harbor, um dort als Teil der Mine Division 2 Überwachungsaufgaben in den Gewässern um Hawaii durchzuführen. Im Herbst 1941 war die Gamble das Führungsschiff der Mine Division 14, zu der auch die Schwesterschiffe Ramsay, Montgomery und Breese gehörten. Die Division bildete mit den vier Minenleger-Zerstörern der Mine Division 13 die Mine Squadron 1. Deren vier Umbauten Tracy, Preble, Sicard und Pruitt gehörten zur Clemson-Klasse und hatten 1936/37 die restlichen acht Minenleger der ersten Lieferung ersetzt.

#### Kriegseinsätze
Am 7. Dezember 1941 war die Gamble gerade von einer Patrouillenfahrt zurückgekehrt, als während ihrer sonntäglichen Routine der Angriff japanischer Trägerflugzeuge erfolgte; das Schiff beteiligte sich am Abwehrfeuer gegen die japanischen Angreifer und glaubte, eine Maschine abgeschossen zu haben. Nach diesem Kriegsbeginn übernahm der Minenlege(zerstöre)r dann verschiedene Sicherungsaufgaben um den Träger Enterprise und an den Zufahrten nach Pearl Harbor.

Mitte Februar 1942 verlegte der Minensucher dann als Geleitschiff eines Konvois nach Pago Pago/Samoa. Das Schiff arbeitet dort mit dem Schwesterschiff Ramsay zusammen, mit dem einige schützende Minenfelder vor Tutuila und im März/April dann bei den Fiji Islands verlegt wurden. Dann kehrte der Minenleger nach Pearl Harbor zurück, um umbewaffnet zu werden. Die schwerste Artillerie-Bewaffnung bestand dann aus vier 3 in-L/50-Geschützen zu denen noch vier 20-mm-L/70-MK.4-Oerlikon-Maschinenkanonen kamen.

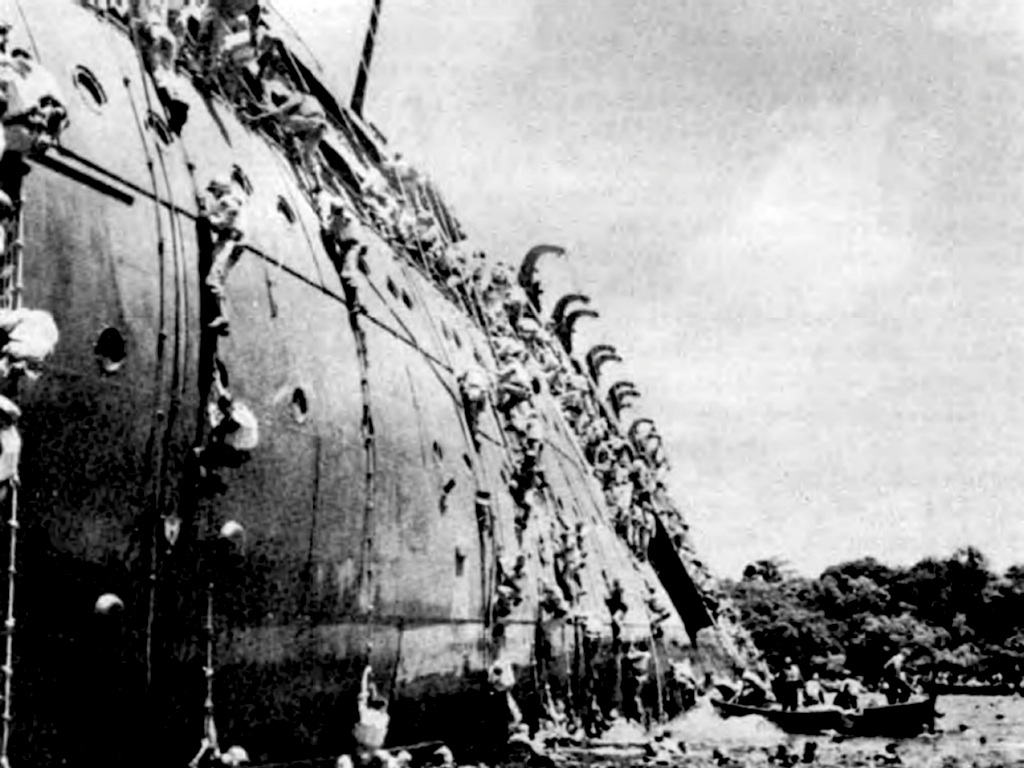
Die aufgesetzte President Coolidge wird geräumt

Von Mai bis Juli 1942 sicherte die Gamble wichtige Konvois nach Midway, war aber nicht an der Seeschlacht beteiligt. Im Juli verlegte der Minenleger wieder in den Südpazifik zusammen mit dem Schwesterschiff Breese und der Tracy, wo sie ein defensives Minenfeld im Segond Channel südlich von Espiritu Santo legten. Diese Sperre wurden nicht hinreichend bekannt gemacht; die eigenen Minen wurden so dem Zerstörer Tucker der Mahan-Klasse noch am gleichen Tag und am 26. Oktober dem Dampfer SS President Coolidge (21.936 BRT, 1931) mit 5000 Soldaten an Bord zum Verhängnis. Die Enge des Fahrwassers ermöglichte es den Besatzungen und Passagieren sich zu retten, sodass nur drei bzw. zwei Tote zu beklagen waren. Allerdings gingen auf der Coolidge die gesamte Ausrüstung der eingeschifften 5.000 Soldaten sowie viele weitere, dringend benötigte Güter verloren. Am Morgen des 29. August entdeckte der ehemalige Zerstörer ein großes U-Boot, das er sofort angriff. Es gelang der Gamble das U-Boot zu vernichten. Spätere Recherchen ergaben, dass es sich um I-123 gehandelt hatte. Das Boot war eine 1928 fertiggestellte japanische Weiterentwicklung der deutschen UE II-Klasse aus dem Ersten Weltkrieg. Der japanische Nachbau galt als veraltet und wurde nur noch als Minenleger und Versorger genutzt. Nach diesem Erfolg folgten Einsätze der Gamble als Versorger und gelegentliche Unterstützung von anderen Schiffen. So konnte am 5. September der aufgelaufene Transporter William Ward Burrows (AP-6) (4576 BRT, 1929 DK) abgebracht und nach Espiritu Santo geleitet werden.

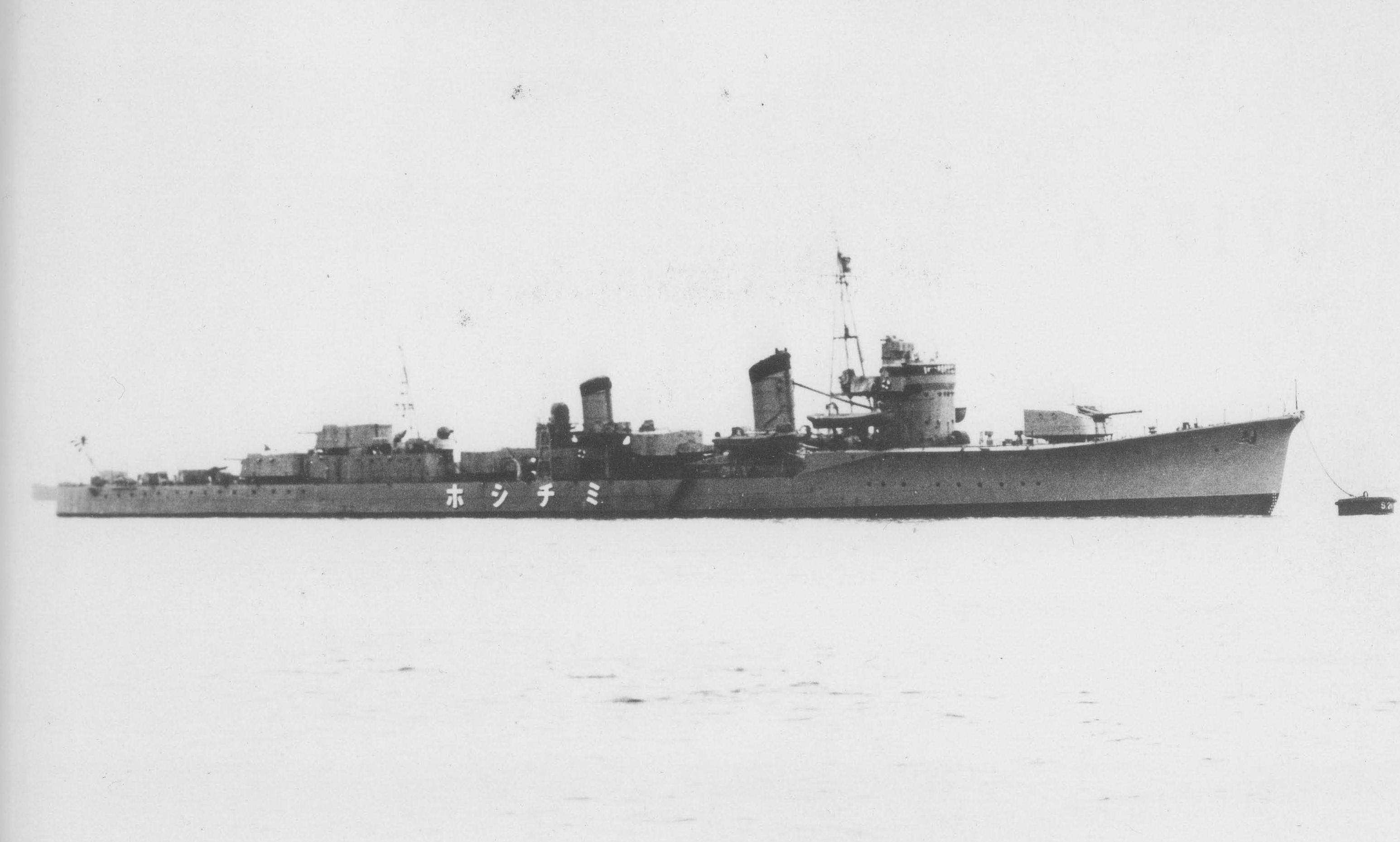
Michishio, die allein dem Minenfeld in der Blackett Strait entkam

Ihren erfolgreichsten Einsatz führte die Gamble in der Nacht zum 6. Mai 1943 zusammen mit den Minenlegern Preble und Breese kurz nach Mitternacht durch, als die drei Minenleger die Blackett Strait verminten, um weitere Fahrten des Tokio-Express vom Kula-Golf nach Südwesten zu verhindern. Trotz heftiger Regenschauer, in denen sich die Schiffe eher selten sahen, brachten die Schiffe über 250 Minen aus. Sie hielten bei einer Marschgeschwindigkeit von 15 kn und der geringen Sicht ihre Positionen zueinander fast perfekt und zogen sich dann auf die Task Group 36.1 unter Konteradmiral Walden L. Ainsworth zurück. Der „Tokyo Express“ nutzte die Meeresstraße häufig. Schon in der Nacht zum 8. Mai liefen japanische Zerstörer der Kagerō-Klasse in das Minenfeld. Die Kurashio sank sofort, Oyashio und Kagero wurden schwer beschädigt. Herbeigerufene amerikanische Flugzeuge beschädigten die zur Hilfe eilende Michishio schwer und versenkten die beiden durch Minentreffer schon angeschlagenen Zerstörer. Während der Rückeroberung von New Georgia ab dem 30. Juni sicherte die Gamble den Landungsort der Alliierten durch Minensperren. Im Juli wurde der Minenleger dann in die USA zurück befohlen, um nochmals gründlich überholt zu werden. Am 20. September 1943 lief die Gamble wieder in den Pazifik, um an den weiteren Kämpfen teilzunehmen. Sie sicherte Landungsoperationen durch Minensperren und teilweise auch durch Artillerieunterstützung und kam in der Kaiserin-Augusta-Bucht am 1./2. November 1943, in der Bougainville Strait zwischen Bougainville und Choiseul am 7./8. November und in der Purvis Bay von Florida Islands, heute Nggela am 23./24. November. Anschließend erledigte die Gamble vorrangig Geleitaufgaben in den Salomonen, bis sie am 12. Oktober 1944 nach San Francisco zurückkehrte.

### Das Ende der USSGamble
Nach Überholung und Training verließ die Gamble am 7. Januar 1945 San Diego. Über Hawaii und die Marshallinseln traf das Schiff am 17. Februar vor ihren nächsten Einsatzort ein: vor Iwo Jima sollte sie den verschiedenen Minenräum-Einheiten Feuerunterstützung geben und treibende Minen zur Explosion bringen. Bei der Beschießung von Küstenanlagen am Fuß des Mt. Suribachi traf die Gamble überraschend einen Munitionstapel, dessen Explosion weitere Explosionen hervorrief und ein gigantisches Feuerwerk auslöste. Schon am 18. Februar 1945 wurde die Gamble von zwei 125 kg-Bomben getroffen, die das Schiff durchschlugen. Die Heizungsräume liefen durch die entstandenen Löcher sofort voll und brachten das Schiff zum Stillstand. Sechs Mann verloren ihr Leben, acht Mann wurden schwer verwundet. Die Gamble wurde vom Schwesterschiff Dorsey, dann LSM-126 nach Saipan geschleppt, wo der Minenleger am 24. Februar eintraf und die notwendige Reparatur vom Tender USS Hamul (AD-20) durchgeführt werden sollte. Diese verzögerte sich dann und schließlich erfolgte am 1. Juni 1945 doch die Streichung des schwer beschädigten Schiffes.
Die USS Gamble (DM-15), die sieben battle stars im Krieg erhalten hatte, wurde am 16. Juli 1945 nahe Apra Harbor/Guam versenkt.

## Die Minenleger derFlush Decker-Klassen
| DM | Name                       | Bauwerft                        | BNr.  | Kiellegung | Stapellauf | fertig     | DM ab      | Endschicksal |
| -- | -------------------------- | ------------------------------- | ----- | ---------- | ---------- | ---------- | ---------- | --- |
| 1  | USS Stribling (DD-96)      | Fore River, Quincy              | 302 W | 14.12.1917 | 29.05.1918 | 16.08.1918 | 17.07.1920 | 12.36 außer Dienst |
| 2  | USS Murray (DD-97)         | Fore River, Quincy              | 303 W | 22.12.1917 | 08.06.1918 | 21.08.1918 | 17.07.1920 | 1.37 außer Dienst |
| 3  | USS Israel (DD-98)         | Fore River, Quincy              | 304 W | 26.01.1918 | 22.06.1918 | 13.09.1918 | 17.07.1920 | 1.37 gestrichen |
| 4  | USS Luce (DD-99) ex-Schley | Fore River, Quincy              | 305 W | 09.02.1918 | 29.06.1918 | 11.09.1918 | 17.07.1920 | 1.36 gestrichen |
| 5  | USS Maury (DD-100)         | Fore River, Quincy              | 306 W | 04.05.1918 | 04.07.1918 | 23.09.1918 | 17.07.1920 | 10.30 gestrichen |
| 6  | USS Lansdale (DD-101)      | Fore River, Quincy              | 307 W | 20.04.1918 | 21.07.1918 | 26.10.1918 | 17.07.1920 | 1.37 gestrichen |
| 7  | USS Mahan (DD-102)         | Fore River, Quincy              | 308 W | 04.05.1918 | 04.08.1918 | 24.10.1918 | 17.07.1920 | 10.30 gestrichen |
| 8  | USS Hart (DD-110)          | Union Iron Works, San Francisco | 188 W | 08.01.1918 | 04.07.1918 | 26.05.1919 | 17.07.1920 | 11.31 gestrichen |
| 9  | USS Ingraham (DD-111)      | Union Iron Works, San Francisco | 189 W | 12.01.1918 | 04.07.1918 | 15.05.1919 | 17.07.1920 | 12.36 gestrichen |
| 10 | USS Ludlow (DD-112)        | Union Iron Works, San Francisco | 190 W | 07.01.1918 | 09.06.1918 | 23.12.1918 | 17.07.1920 | 11.30 gestrichen |
| 11 | USS Burns (DD-171)         | Union Iron Works, San Francisco | 191 W | 15.04.1918 | 10.08.1918 | 07.08.1919 | 17.07.1920 | 11.30 gestrichen |
| 12 | USS Anthony (DD-172)       | Union Iron Works, San Francisco | 192 W | 18.04.1918 | 10.08.1918 | 19.06.1919 | 16.11.1920 | 12.36 gestrichen |
| 13 | USS Sproston (DD-173)      | Union Iron Works, San Francisco | 193 W | 20.04.1918 | 10.08.1918 | 19.06.1919 | 17.07.1920 | 12.36 gestrichen |
| 14 | USS Rizal (DD-174)         | Union Iron Works, San Francisco | 194 W | 26.06.1918 | 21.09.1918 | 28.05.1919 | 17.07.1920 | 11.31 gestrichen |
| 15 | USS Gamble (DD-123)        | Newport News                    | 221 W | 12.11.1917 | 11.05.1918 | 19.11.1918 | 13.06.1930 | 18. Februar 1945 vor Iwo Jima beschädigt, nicht mehr repariert, 16. Juli 1945 vor Guam selbst versenkt                           |
| 16 | USS Ramsey (DD-124)        | Newport News                    | 221 W | 21.12.1917 | 08.06.1918 | 15.02.1919 | 13.06.1930 | 6.45 AG 98 Sicherungsschiff für Träger bei Flugübungen, 1. Oktober 1945 außer Dienst, ab November 1946 abgebrochen               |
| 17 | USS Montgomery (DD-121)    | Newport News                    | 219 W | 02.10.1917 | 23.03.1918 | 30.09.1918 | 05.01.1931 | 17. Oktober 1944 von Treibmine schwer beschädigt, vier Tote, Februar 1945 in San Francisco, nicht mehr repariert                 |
| 18 | USS Breese (DD-122)        | Newport News                    | 220 W | 10.11.1917 | 11.05.1918 | 23.10.1918 | 05.01.1931 | zuletzt Minensucher zwischen Japan und Korea, 15. Januar 1946 außer Dienst, ab Mai 1946 Abbruch                                  |
| 19 | USS Tracy (DD-214)         | Cramp, Philadelphia             | 480 C | 03.04.1919 | 12.08.1919 | 09.03.1920 | 30.06.1937 | zuletzt Minensucher in japanischen Gewässern; 1. alliiertes Schiff, das den Hafen von Nagasaki anlief; Februar 1946 außer Dienst |
| 20 | USS Preble (DD-345)        | Bath Iron Works                 | 82 C  | 12.04.1919 | 08.03.1920 | 19.03.1920 | 30.06.1937 | 6.45 AG 99 Sicherungsschiff für Träger bei Flugübungen, 19. Oktober 1945 außer Dienst, ab März 1946 abgebrochen                  |
| 21 | USS Sicard (DD-345)        | Bath Iron Works                 | 83 C  | 18.06.1919 | 20.04.1920 | 09.06.1920 | 20.06.1937 | 6.45 AG-100 Trainingsschiff für U-Boote, 21. November 1945 außer Dienst, ab Juni 1946 abgebrochen                                |
| 22 | USS Pruitt (DD-347)        | Bath Iron Works                 | 84 C  | 25.06.1919 | 02.08.1920 | 02.09.1920 | 30.06.1937 | 6.45 AG-101 U-Boot-Training, 16. November 1945 außer Dienst, 1946 abgebrochen                                                    |

### Bilder der Klasse

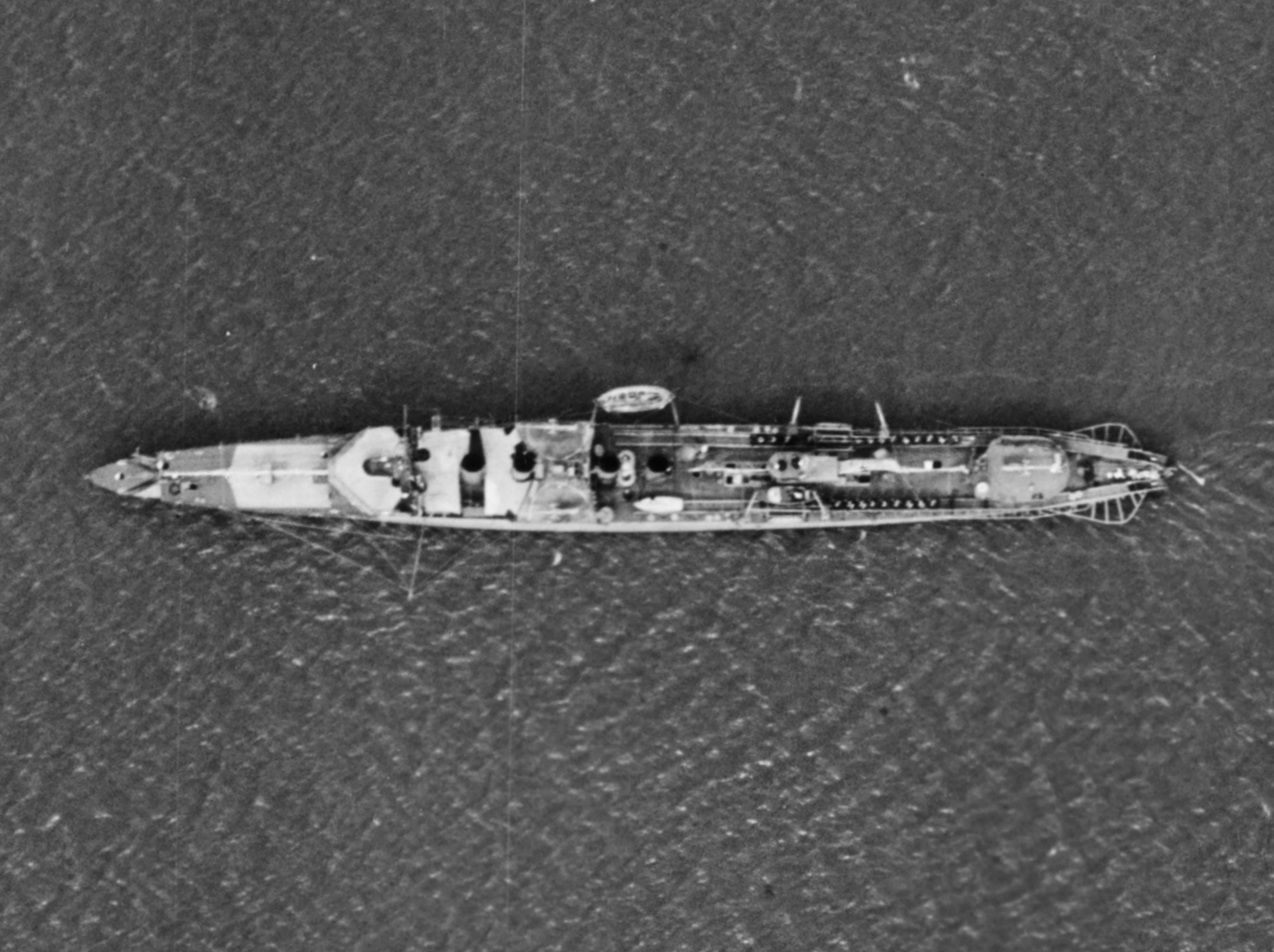
USS Maury (DM-5)
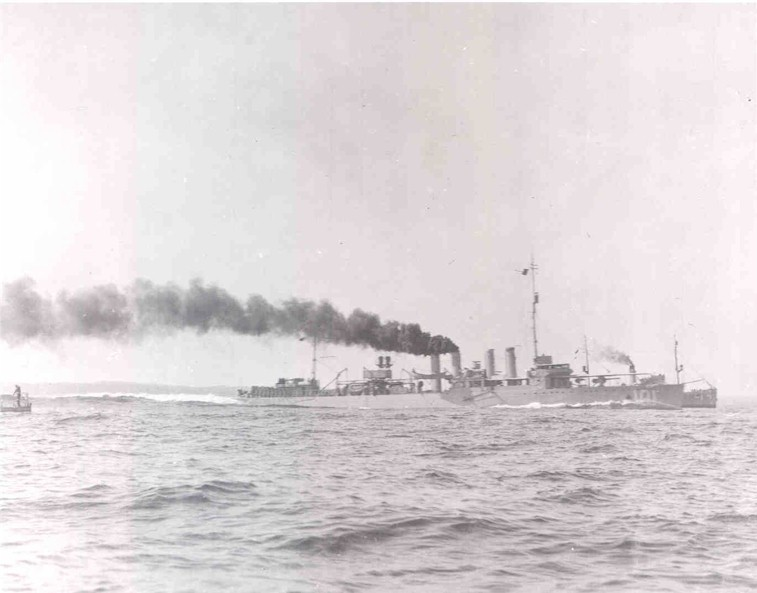
USS Lansdale (DM-6)
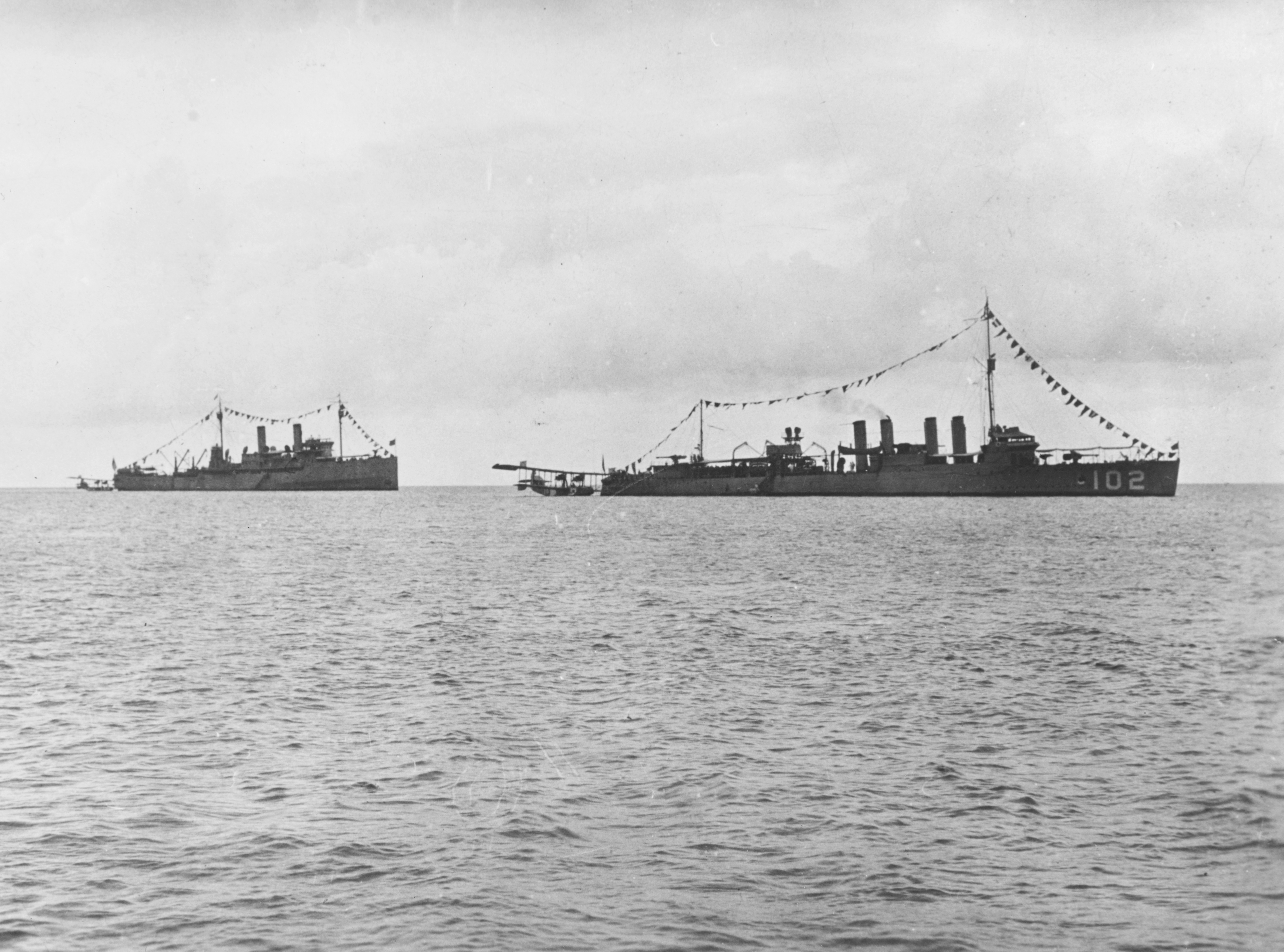
USS Mahan (DM-7)
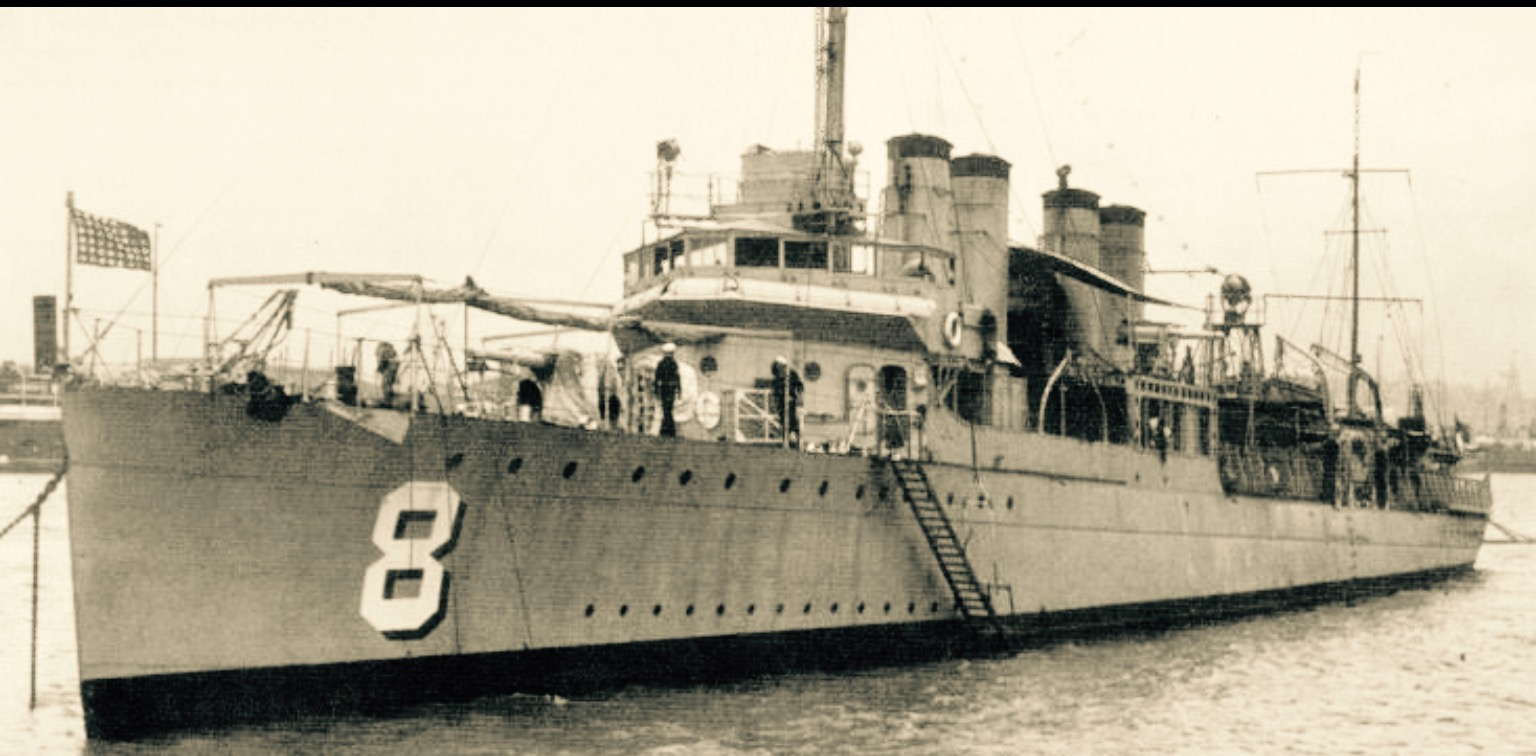
USS Hart (DM-8)
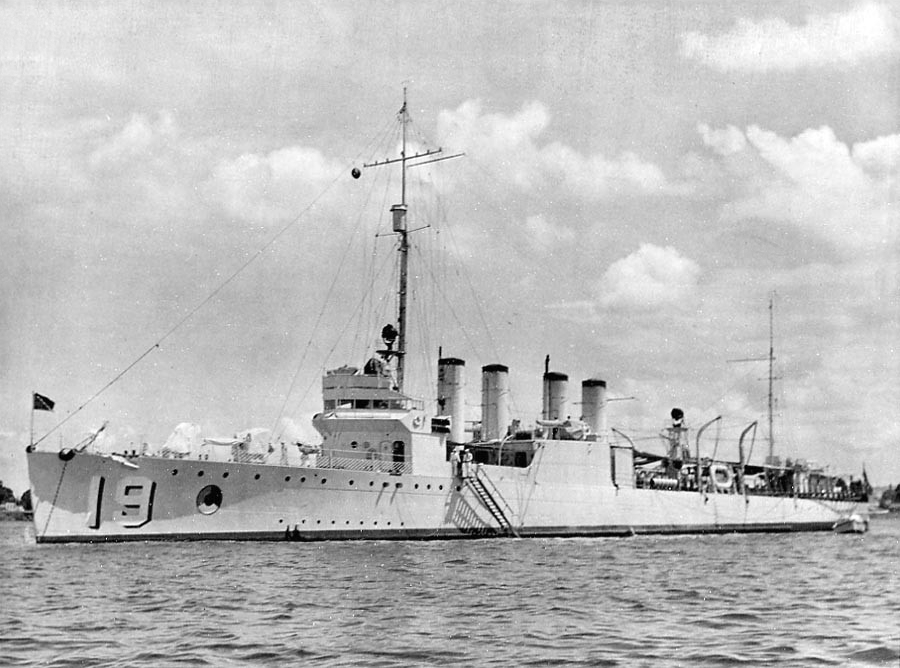
USS Tracy (DM-19)
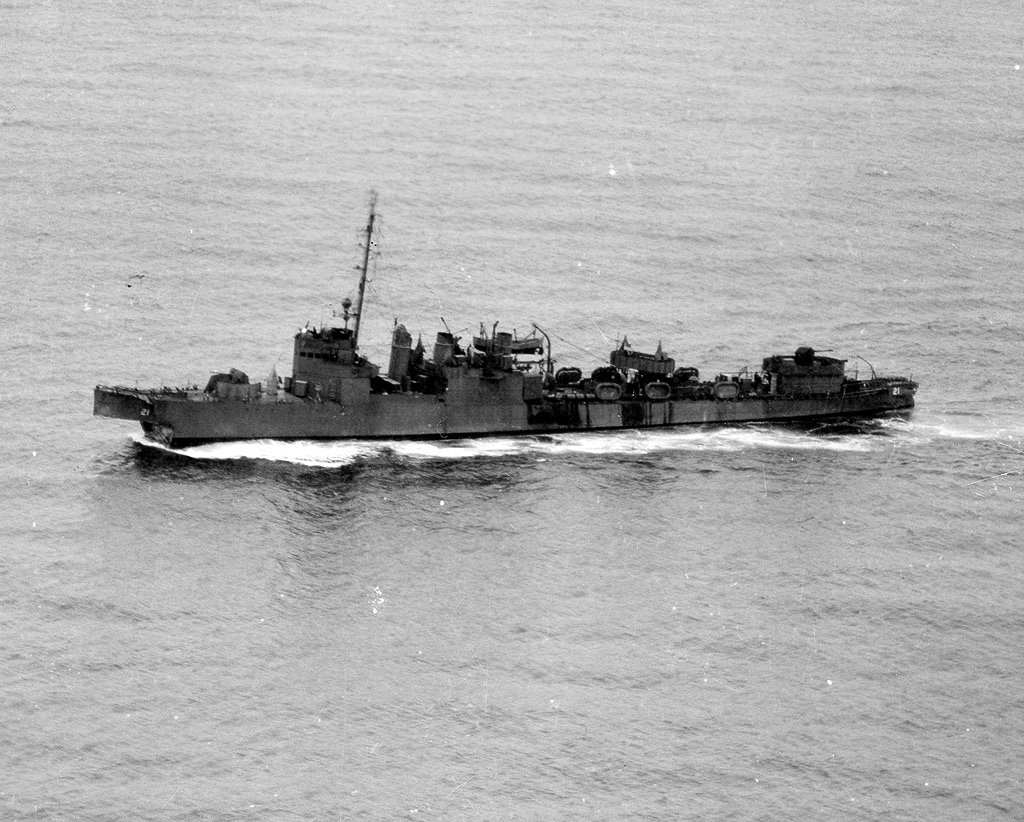
USS Sicard (DM-21) 1943
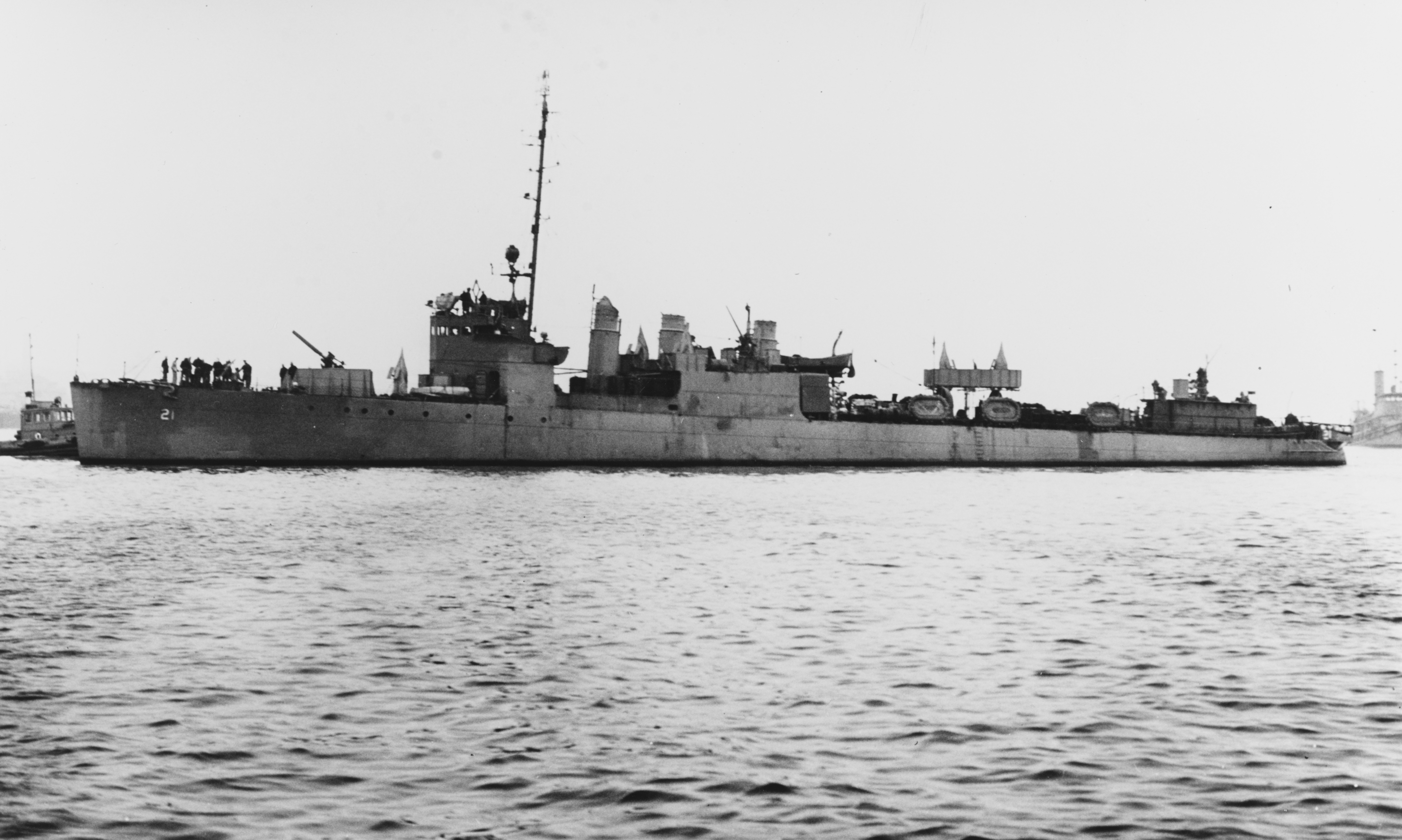
USS Sicard (DM-21) 1942
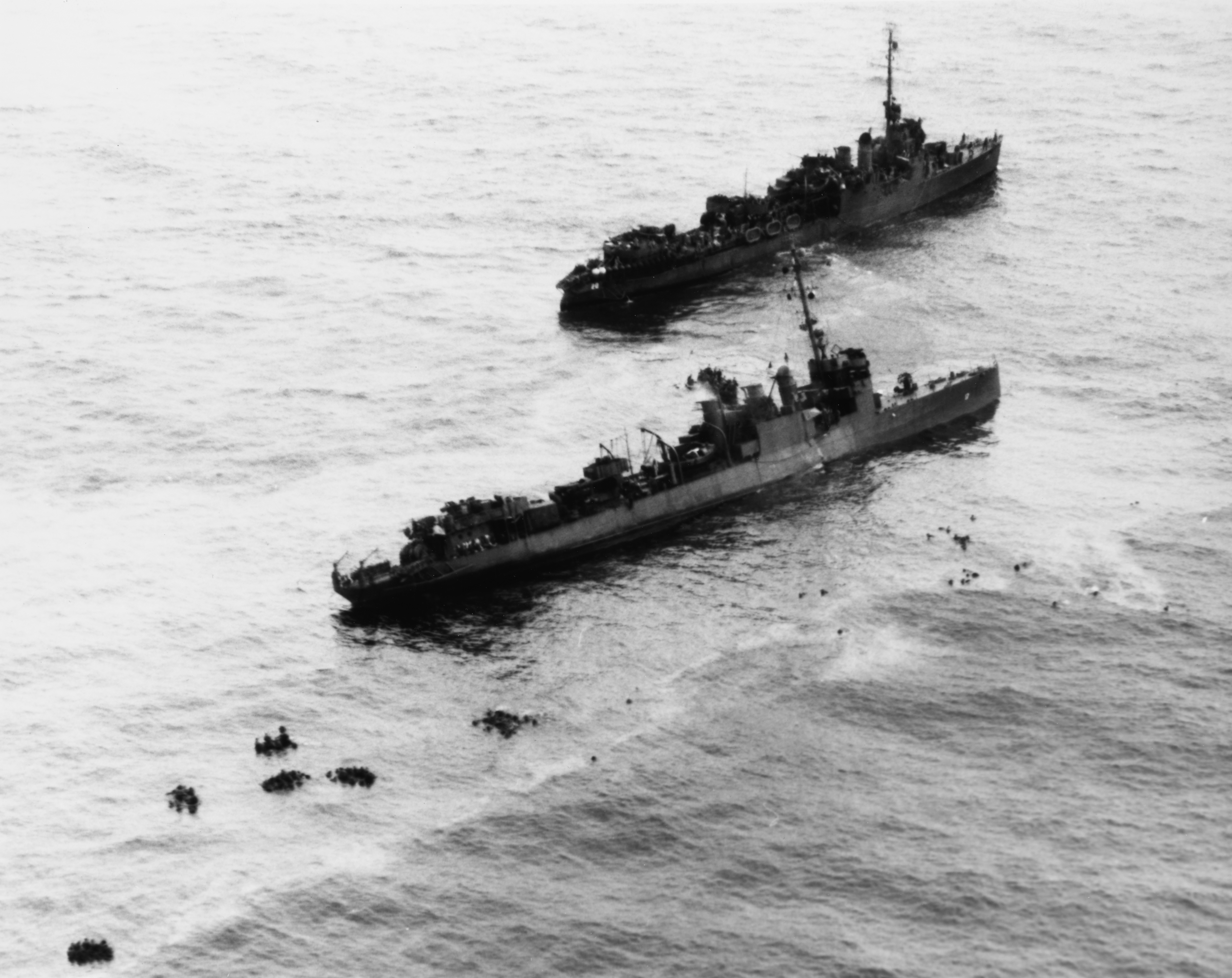
USS Preble (DM-20) / USS Perry (DMS-17)
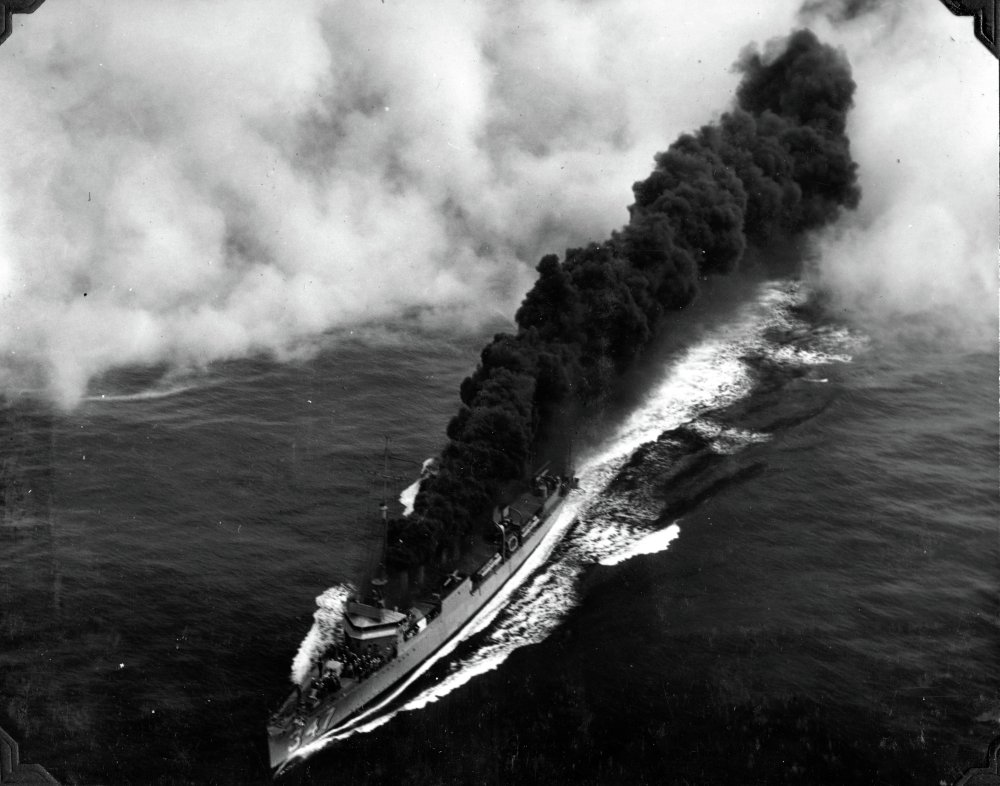
USS Pruitt